# William John Wills
Pour les articles homonymes, voir Wills.

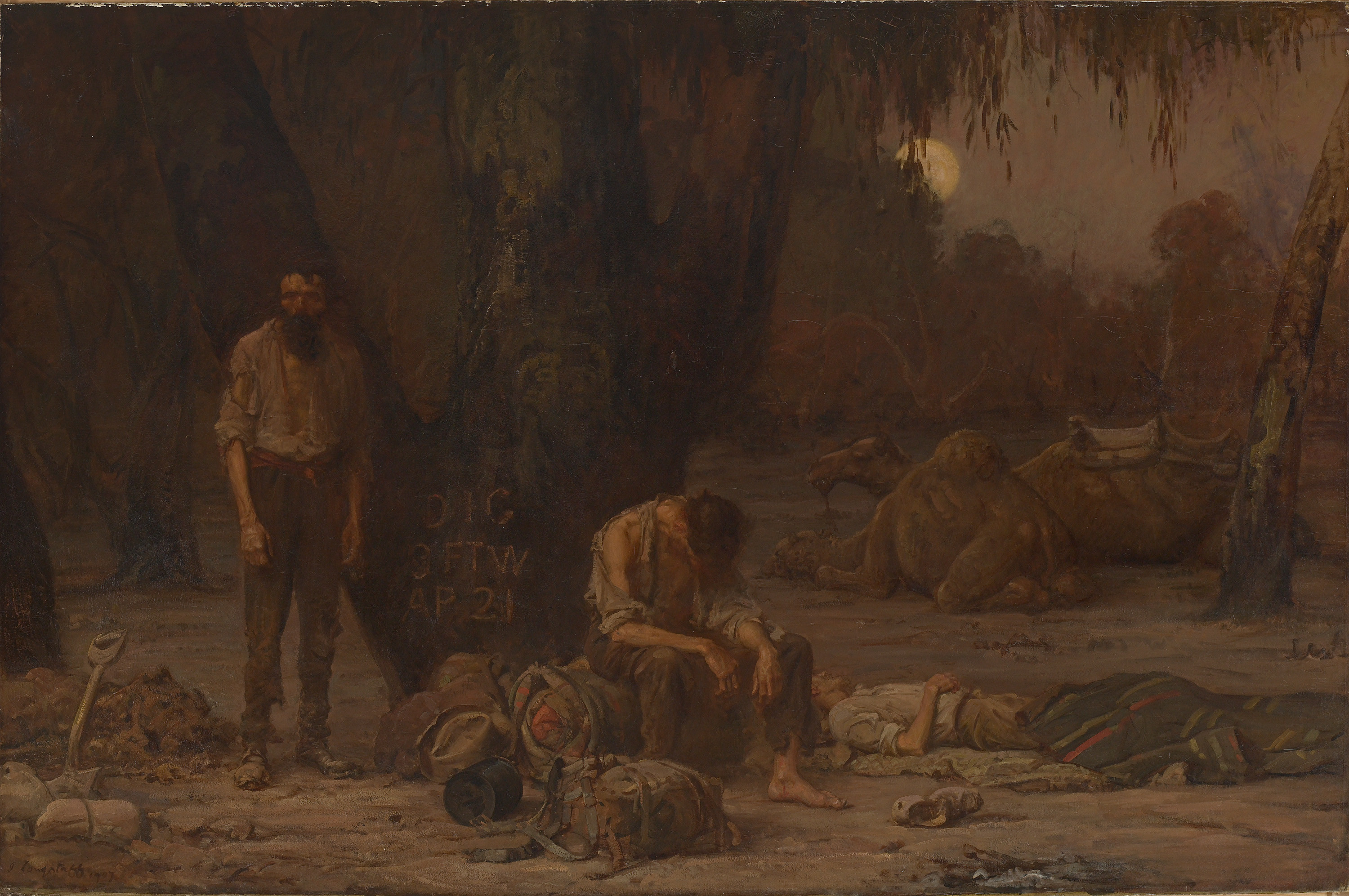
L'arrivée de Burke, Wills et King au camp de Cooper's Creek, dimanche soir 21 avril 1861 (Huile sur toile peinte par John Longstaff en 1907 (285.7 x 433.0 cm)

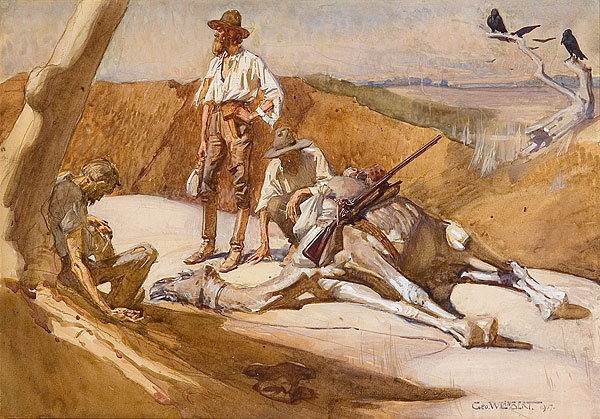
Burke et Wills en route pour le Mont Hopeless (Peinture à l'eau ; 26.2 x 38.5 cm, par George Washington Lambert, 1907)

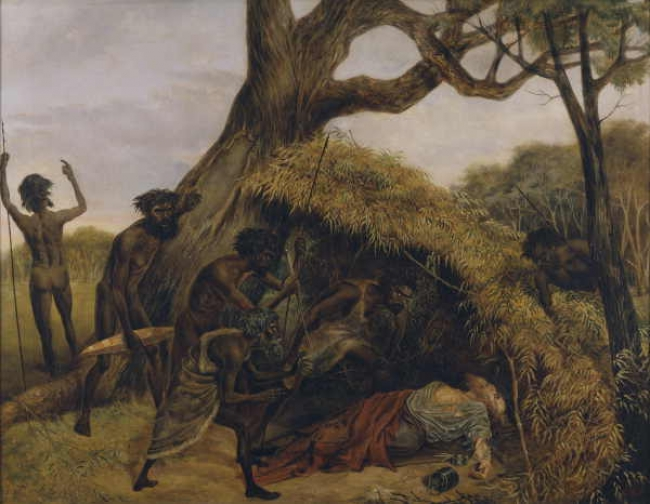
Aborigènes découvrant le cadavre de l'explorateur William John Wills à "Coopers Creek", en juin 1861, Huile sur toile (85.0 x 110.1 cm) peinte vers 1862, par Eugene Montagu Scott

William John Wills, né le 5 janvier 1834 à Totnes dans le Devon et décédé en juin 1861 à Breerily Waterhole (Australie), est un géomètre britannique, célèbre pour sa participation tragique à la première traversée sud-nord de l'Australie.

## Biographie
Il immigre en Australie en 1852 avec son père et son jeune frère Thomas. Tout en travaillant pour une banque, il entreprend ses études de géomètre à Melbourne. En 1860, il est choisi pour seconder Robert O'Hara Burke pour l'expédition trans-australienne qui lui sera fatale. 